# Estação Ferroviária de Abambres
A Estação Ferroviária de Abambres é uma interface encerrada da Linha do Corgo, que servia a zona de Abambres, no concelho de Vila Real, em Portugal.

## História

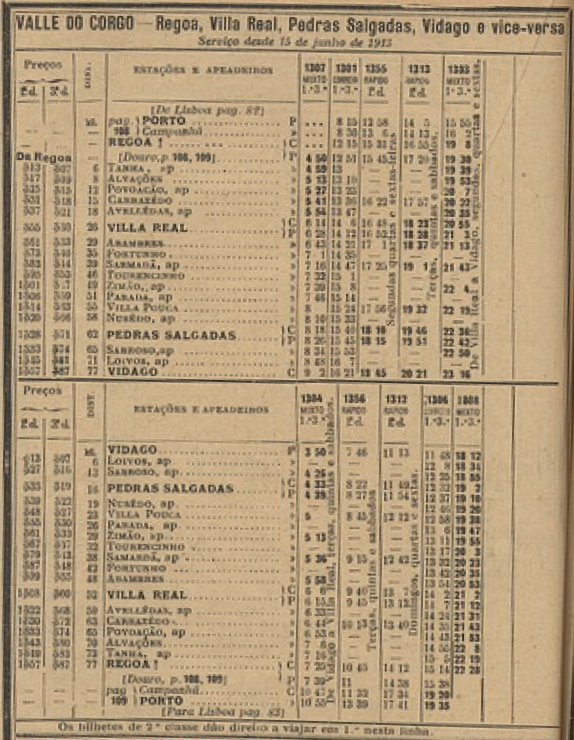
Horário da Linha Corgo em 1913, incluindo a estação de Abambres

Esta interface localiza-se no troço entre as estações de Vila Real e Pedras Salgadas da Linha do Corgo, que foi inaugurado em 15 de Julho de 1907.
Em 1913, existia um serviço de diligências entre Murça e a estação de Abambres.
O lanço da Linha do Corgo entre Chaves e Vila Real foi encerrado em 2 de Janeiro de 1990, pela empresa Caminhos de Ferro Portugueses.